# Björnlundasvärdet

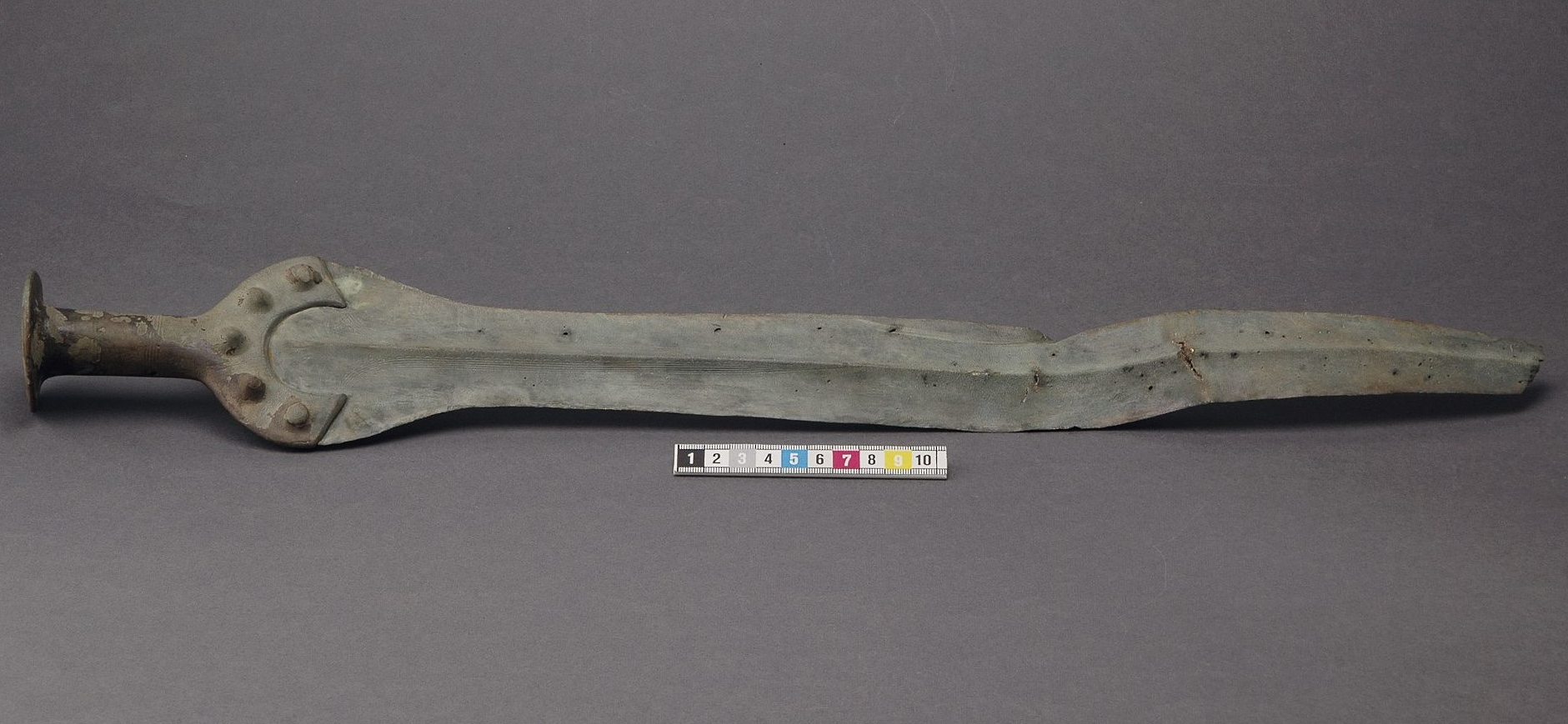
Björnlundasvärdet

Björnlundasvärdet är ett fornfynd från bronsåldern som framkom år 1976 vid täckdikning av ett åkerparti vid Mosstugan, cirka en kilometer nordväst om Björnlunda kyrka i Björnlunda socken, Gnesta kommun, Södermanland. Svärdet hittades av lantbrukaren Carl Henrik Andersson Ekeby Björnlunda.
Svärdet är av brons och var ursprungligen 70 cm långt, men i dag saknas spetsen på 10 cm. Det väger 834 gram. Klingan har en svängd kontur och är dekorerad med inpunsade linjeband, trianglar och streck. Även handtaget är rikt dekorerat. 
Svärdet låg ca 50 cm under markytan och var inbäddat i torra eklöv och kvistar. C14-analyser gav en datering till 3.445+-90 B.P. (1.496 f.Kr.), den första dateringen från Norden av ett föremål från period I av bronsåldern.
Svärdstypen kallas Hajdúsámson efter en fyndort i Ungern. Björnlundasvärdet har sannolikt importerats från mellersta Donauområdet och förvaras i dag på Statens historiska museum i Stockholm